# Agnetha Hilding Qvarnström
Agnetha Christina Hilding Qvarnström, ogift Qvarnström, född 7 mars 1958 i Brännkyrka församling i Stockholm, är en svensk jurist och åklagare.
Qvarnström är chefsåklagare vid Åklagarkammaren för säkerhetsmål och var åklagare då ett fall där den nya terroristlagen första gången prövades i tingsrätt och hovrätt.